# Riadh Sanaa
Riadh Sanaa (arabisch ریاض الصانع, DMG Riyāḍ aṣ-Ṣānaʿ) (* 13. Mai 1965 in Ksar Hellal) ist ein ehemaliger tunesischer Handballtorwart.
Im Jahr 1994 stand er kurz vor einem Wechsel zu Espérance Sportive de Tunis, entschied sich jedoch für den Stadtrivalen Club Africain, nachdem ihm der damalige Vereinspräsident Hamouda Ben Ammar einen Profivertrag angeboten hatte. Laut eigenen Angaben war er damit der erste Handballspieler Tunesiens mit einem offiziellen Profivertrag.
Nach dem Ende seiner aktiven Laufbahn übernahm er in Tunesien und im Ausland verschiedene Trainerpositionen, sowohl als Cheftrainer als auch als Torwarttrainer.

## Erfolge
Club Africain
- Tunesischer Meister: 1998, 2000, 2001
- Tunesischer Pokalsieger: 1996, 1997, 1998, 2001
- Afrikanischer Pokalsieger der Pokalsieger: 2001
- Arabischer Pokal der Pokalsieger: 1999

Nationalmannschaft
- Afrikameister: 1994, 1998
- Teilnahme an den Olympischen Sommerspielen 2000: in Sydney

Auszeichnungen
- Tunesischer Sportler des Jahres: 1994 und 1998